# Діафрагмове число

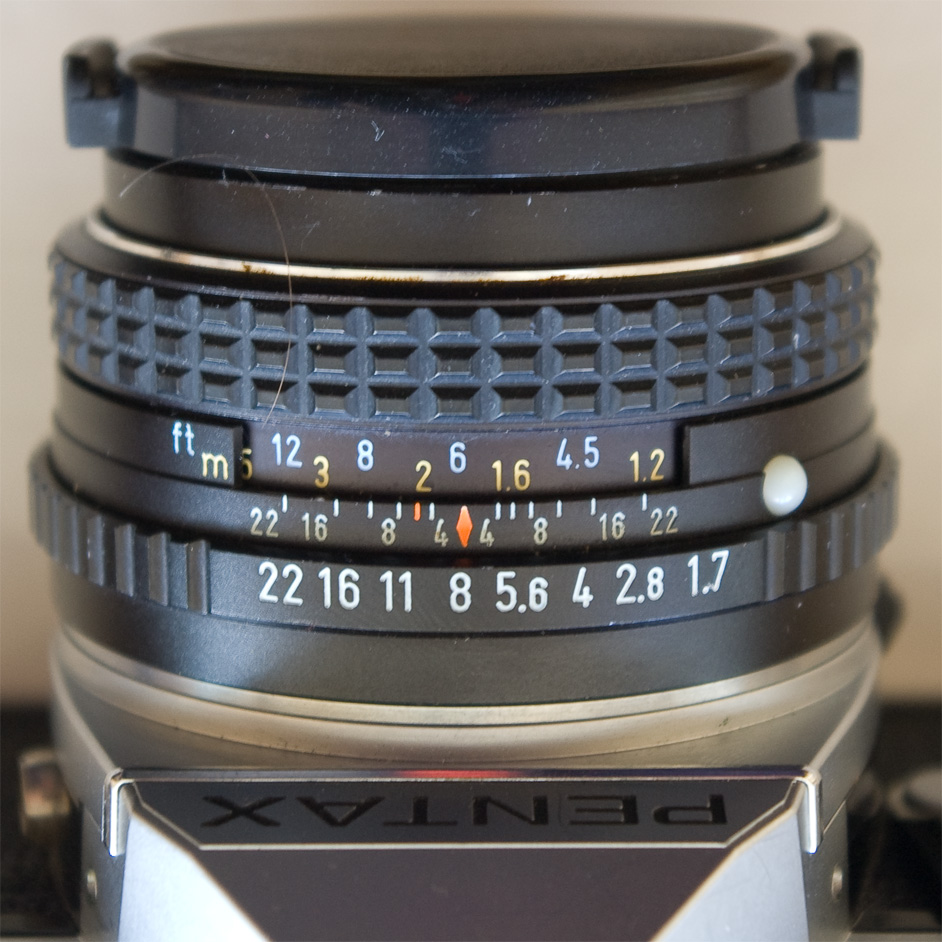
Шкала відстані (зверху),
калькулятор ГРЗП (в центрі),
шкала діафрагм (знизу). Встановлена діафрагма 1:8

Чим більша діафрагма і менше діафрагмове число, тим більше світла потрапляє через об'єктив

Діафрагмове число або Відносний отвір об'єктива — відношення діаметра вхідного отвору окуляра об'єктива {\displaystyle D\!} до його фокусної відстані {\displaystyle f'\!}. Його величину виражають у вигляді дробу: {\displaystyle {D \over f'}={1 \over k}}, коли чисельник приведений до одиниці. Знаменник відносного отвору {\displaystyle k\!}  називають «діафрагмовим числом» або «числом діафрагми».
Інакше це можна виразити, як:
{\displaystyle k={\frac {f}{D}}}
Теоретична межа відносного отвору для апланатичних систем 1:0,5.

## Загальні відомості
Відносний отвір об'єктива зменшують діафрагмою, що дозволяє міняти його величину (як правило — східчасто, однак існують об'єктиви і з плавним регулюванням). Переклад ірисової діафрагми на одну поділку змінює відносний отвір у {\displaystyle {\sqrt {2}}\approx 1,41} рази, що дає збільшення або зменшення освітленості оптичного зображення удвічі; за винятком перших двох чисел ірисової  діафрагми, у яких таке відношення може не зберігатись (з тієї причини, що найменше діафрагмове число відповідає повністю відкритій діафрагмі і визначається діаметром лінз).
Для зручності користування на шкалу  діафрагм зазвичай наносять тільки знаменники відносних отворів.
Більшість сучасних об'єктивів використовують стандартний ряд діафрагмових чисел, який є приблизно геометричною послідовністю чисел, що відповідає послідовності видобутку квадратного кореня з 2: f / 1, f / 1.4, f / 2, f / 2.8, f / 4, f / 5,6, f / 8, f / 11, f / 16, f / 22, f / 32, f / 45, f / 64, f / 90, f / 128 тощо. Значення коефіцієнтів округляються до цих конкретних умовних чисел, щоб полегшити їх запам'ятовування та записування. Послідовність, що наведена вище, отримують шляхом наближення до наступної точної геометричної послідовності:
{\displaystyle f/1={\frac {f}{({\sqrt {2}})^{0}}},\ f/1.4={\frac {f}{({\sqrt {2}})^{1}}},\ f/2={\frac {f}{({\sqrt {2}})^{2}}},\ f/2.8={\frac {f}{({\sqrt {2}})^{3}}}\ \cdots }

## Шкали діафрагмових чисел

#### Стандартна шкала діафрагмових чисел
На оправу об'єктива може бути нанесена шкала зі знаменників відносних отворів (числа ірисової діафрагми), відповідних різному значенню діафрагми, на більшості сучасних об'єктивів така шкала (як і кільце регулювання діафрагми) може бути відсутня і установка діафрагми проводиться органами керування на тілі камери.
Звичайні та розраховані діафрагмові числа:
| AV          | −2  | −1     | 0   | 1      | 2   | 3      | 4   | 5      | 6   | 7      | 8    | 9      | 10   | 11     | 12   | 13     | 14    | 15      | 16    |
| N           | 0.5 | 0.7    | 1.0 | 1.4    | 2   | 2.8    | 4   | 5.6    | 8   | 11     | 16   | 22     | 32   | 45     | 64   | 90     | 128   | 180     | 256   |
| Розраховані | 0.5 | 0.707… | 1.0 | 1.414… | 2.0 | 2.828… | 4.0 | 5.657… | 8.0 | 11.31… | 16.0 | 22.62… | 32.0 | 45.25… | 64.0 | 90.51… | 128.0 | 181.02… | 256.0 |

У сучасній кіно-, теле-, фотоапаратурі число діафрагми може встановлюватися не тільки на значення стандартного ряду, але і на проміжні величини.
Перші діафрагмові числа на об'єктивах можуть не збігатися зі стандартними (1:1,9; 1:2,1; 1:2,9).

#### Типова шкала діафрагмових чисел з кроком 1/2
| AV | −1  | −0.5 | 0   | 0.5 | 1   | 1.5 | 2 | 2.5 | 3   | 3.5 | 4 | 4.5 | 5   | 5.5 | 6 | 6.5 | 7  | 7.5 | 8  | 8.5 | 9  | 9.5 | 10 | 10.5 | 11 | 11.5 | 12 | 12.5 | 13 | 13.5 | 14  |
| N  | 0.7 | 0.8  | 1.0 | 1.2 | 1.4 | 1.7 | 2 | 2.4 | 2.8 | 3.3 | 4 | 4.8 | 5.6 | 6.7 | 8 | 9.5 | 11 | 13  | 16 | 19  | 22 | 27  | 32 | 38   | 45 | 54   | 64 | 76   | 90 | 107  | 128 |

#### Типова шкала діафрагмових чисел з кроком 1/3
| AV | −1  | −0.7 | −0.3 | 0   | 0.3 | 0.7 | 1   | 1.3 | 1.7 | 2 | 2.3 | 2.7 | 3   | 3.3 | 3.7 | 4 | 4.3 | 4.7 | 5   | 5.3 | 5.7 | 6 | 6.3 | 6.7 | 7  | 7.3 | 7.7 | 8  | 8.3 | 8.7 | 9  | 9.3 | 9.7 | 10 | 10.3 | 10.7 | 11 | 11.3 | 11.7 | 12 | 12.3 | 12.7 | 13 |
| N  | 0.7 | 0.8  | 0.9  | 1.0 | 1.1 | 1.2 | 1.4 | 1.6 | 1.8 | 2 | 2.2 | 2.5 | 2.8 | 3.2 | 3.5 | 4 | 4.5 | 5.0 | 5.6 | 6.3 | 7.1 | 8 | 9   | 10  | 11 | 13  | 14  | 16 | 18  | 20  | 22 | 25  | 29  | 32 | 36   | 40   | 45 | 51   | 57   | 64 | 72   | 80   | 90 |

#### Типова шкала діафрагмових чисел з кроком 1/4
| AV      | 0    | 0.25 | 0.5  | 0.75 | 1    | 1.25 | 1.5  | 1.75 | 2    | 2.25 | 2.5  | 2.75 | 3    | 3.25 | 3.5  | 3.75 | 4    | 4.25 | 4.5  | 4.75 | 5    |
| N       | 1.0  | 1.1  | 1.2  | 1.3  | 1.4  | 1.5  | 1.7  | 1.8  | 2    | 2.2  | 2.4  | 2.6  | 2.8  | 3.1  | 3.4  | 3.7  | 4    | 4.4  | 4.8  | 5.2  | 5.6  |
| Minolta | 1.00 | 1.01 | 1.02 | 1.03 | 1.40 | 1.41 | 1.42 | 1.43 | 2.00 | 2.01 | 2.02 | 2.03 | 2.80 | 2.81 | 2.82 | 2.83 | 4.00 | 4.01 | 4.02 | 4.03 | 5.60 |

| AV      | 5    | 5.25 | 5.5  | 5.75 | 6    | 6.25 | 6.5  | 6.75 | 7   | 7.25 | 7.5 | 7.75 | 8   | 8.25 | 8.5 | 8.75 | 9   | 9.25 | 9.5 | 9.75 | 10  |
| N       | 5.6  | 6.2  | 6.7  | 7.3  | 8    | 8.7  | 9.5  | 10   | 11  | 12   | 14  | 15   | 16  | 17   | 19  | 21   | 22  | 25   | 27  | 29   | 32  |
| Minolta | 5.60 | 5.61 | 5.62 | 5.63 | 8.00 | 8.01 | 8.02 | 8.03 | 110 | 111  | 112 | 113  | 160 | 161  | 162 | 163  | 220 | 221  | 222 | 223  | 320 |